# Kliment Bosák
Kliment zvaný Bosák dle své řeholní příslušnosti k františkánům s možným příjmením Ursin byl autor textů duchovních písní činný v první polovině 16. století. Ve františkánském řádu působil jako kazatel v Jindřichově Hradci. Jako i další řeholníci v té době však inklinoval k tehdy nově se objevujícímu Luteránství a církevní řád opustil, myšlenky reformace se jasně odrážejí v Klimentem napsaných textech písní (např. důraz na autoritu Bible, popření spasitelné moci lidských skutků). Kliment, pokud toto bylo jeho světské (křestní) jméno, mohl být totožný s jindřichohradeckým františkánským kazatelem a přívržencem luteránství Benediktem z Plzně (řeholní jméno), kterého roku 1524 usilovali františkáni z bechyňského kláštera z konfesních důvodů zajmout a zavřít do klášterního vězení. Vzhledem k vydání jeho písní v tzv. habrovanském kancionálu mohl rovněž působit v širší skupině habrovanských či dalších náboženských skupin na jižní Moravě. Jeho přízviskem či příjmením bylo "Ursin", neboť jméno "Kliment Ursin" se nachází v akrostichu jeho písně "Král náš věčný požehnej".
Františkánská historiografie Klimenta Bosáka ztotožnila s o 50 let dříve žijícím a rovněž v Jindřichově Hradci působícím Klimentem de Dithmaria († 1486 nebo 1487).Tato chybná interpretace se pak tradovala v historických zpracování františkánských dějin i v moderní době.
Často uváděná účast Klimenta Bosáka na tzv. hromničním sjezdu podobojích roku 1524 v Praze je nedoložená. Není vyloučeno, že Kliment (pokud šlo o jeho světské jméno) byl totožný s jindřichohradeckým kazatelem Benediktem z Plzně, který šířil luteránství a bechyňští spolubratři se jej neúspěšně pokoušeli roku 1524 v klášteře zajmout a uvrhnout do klášterního vězení. Zatím nevyřešenou otázkou je možnost ztotožnění Klimenta Bosáka s bratrským knězem Klimentem († 4. 7. 1561 v Přerově), který byl ordinován v Prostějově roku 1537, působil v Jaroměřicích a kterého rovněž jako skladatele písní uvádí Jan Blahoslav.
Od Klimenta Bosáka je známo 15 dochovaných křesťanských písní. Podle hudebního historika Karla Konráda nebo františkána Bonaventury Wilhelma složil ke všem, nebo přinejmenším části svých písní i nápěv, Dobroslav Orel nicméně doložil použití melodie některých jeho písní u starších českých a zejména latinských zpěvů. Jeho písně byly populární jak v katolickém, tak v evangelickém prostředí. Antonín Koniáš ve svém "Klíči" nicméně nařizoval kancionály pod Klimentovým jménem odstranit. Přesto týž Koniáš do svého kancionálu zařadil nejméně tři Klimentovy písně.
Klimentem složené texty písní
- Bože Otče, sešli nám nyní Ducha svatého
- Budiž chvála Bohu na výsosti, z té
- Děkujem tobě, Kriste, žes nás sobě koupil
- Dočkali sme času svítání, pravdy Boží
- Jezu Kriste, tys zajisté syn pravý Boha Otce
- Kdo z žalosti do radosti chce přijíti
- Král věčný vás požehnaj požehnáním, variantně Král náš věčný požehnej – píseň složil zřejmě při odchodu z Jindřichova Hradce na rozloučenou.[14]. V akrostichu[15] zde autor zanechal své jméno "Klimant Ursin". V evangelických kancionálech byla později použita jen první sloka, drouhou snad přibásnil Jiří Třanovský pro zpěvník Cithara sanctorum.[16]
- Kto se líbí Bohu, jsúc živ v šlechetnosti
- Máš to znáti, ó křesťane věrný, co tě učinil
- Ó Jezu Kriste, Pane Boží Synu
- Ó lidské pokolení, měj vždy v své pamět
- Otče náš, milý Pane, dajž nám ducha
- Pane Kriste, Bože věčný a nebeský králi
- Slušelo by nám to znáti i pilně se vyptávati
- Volám k tobě ve dne v noci, Pane Jezu

Klimetovi rovněž připisované písně:
- Aj, již má se ku svítání – píseň bratrského kněze Klimenta v Jaroměřicích, Přerově.[17]
- Chválu čiňme Bohu Otci - píseň bratra Klimenta v bratrském Šamotulském kancionálu (1561).[18]
- Lamentationes pro tribus feriis Maioris Hebdomadae ad consuetum et communem Nostri ordinis tonum collectae = lamentace na Svatý týden a modlitbu Jeremiáše proroka.[19]

Píseň K svaté Kateřině byla nesprávně připisována Klimentu Bosákovi, dle akrostichu: JOHANNES lze toto dílo jasně přiřadit k františkánu Janu Vodňanskému.
- Na Sinajské hoře kvítek kvete[22]

Dnes nezvěstné písně: Písničky tři o vrchnosti, O lstivém utrhání, O ženách lstivých měly být podle Jungmanna obsaženy v knize roku 1563.Kliment Bosák byl pravděpodobně autorem mnohem většího počtu písní. Zatím nezvěstné zůstává dochování Klimentova kancionálu, o němž je zmínka v pozůstalosti tiskaře Jiřího Melantricha a který jej zřejmě vytvořil ve větším i menším formátu. Antonín Koniáš registruje Klimentův kancionál v osmerkovém formátu z roku 1607 a dále nedatovaný v kvartovém formátu.
Kliment měl být rovněž autorem nezvěstného polemického spisu O pravdě spasitedlné. Ze známých útržků, které uvedl Jan Blahoslav ve své Gramatice české lze usuzovat, že dílo bylo napsáno pod vlivem německé reformace.
Vydání a edice Klimentových písní:
- [habrovanský kancionál = ] Písničky křesťanské ku cti a chvále Boží. Luleč : Kašpar Aorg, 1530. Knihopis č. 13495. Národní knihovna ČR, sign. 54 G 262, dig. kopie v databázi Manuscriptorium. Obsahuje 11 písní, jejichž autor je uveden jako "Kliment, někdy kazatel hradecký".[26]
- [miřínský kancionál =] Písně staré gruntovní a velmi utěšené. Praha-Staré Město, Pavel Severýn, 1531. Knihopis č. 05618. Utrakvistický kancionál, opět obsahuje 11 písní ale uvedených anonymně.
- [ Vorličného kancionál =] Kancionál český, Olomouc: Jan Günther, 1559, ff. 184r-185r, 331r-343r. Knihopis č. 03718. Utrakvistický.
- Písně nové. Praha-Staré Město : Burian Valda, 1588. Knihopis č. 13262. Katolický kancionál.[27]
- [Kancionál český. Sine loco et typographo, 1550–1600]. Knihopis č. 03719. Národní knihovna ČR, sign. 54 F 73.[28]
- Závorka Lipenský, Tobiáš. Písně chval božských. Praha : J.J. Dačický, 1606. Knihopis č. 17175. Evangelický kancionál.
- Klimenta Bosáka Kancional. Praha, 1607. Dnes nezvěstný zpěvník uvádí Jungmann[29], A. Koniáš zmiňuje další vydání (viz výše).
- [Dačického kancionál =] Kancionál. Praha : J.J. Dačický, 1609. Knihopis č. 03713.
- Jireček, Josef. Anthologie z literatury české, svazek II. Doba střední. Vydání 4., Praha 1881, s. 102–104. (Píseň Jezu Kriste, tys zajisté Syn pravý Boha Otce)[30]
- Kašpar, Ludvík Bohumil. Zpěvník žalmů a písní duchovních pro chrám, školu i dům. Praha 1877 (Aj, již má se ku svítání; Král věčný nás požehnej; Ó Jezukriste, Pane; Otče náš, milý Pane).
- Konrád, Karel. Dějiny posvátného zpěvu staročeského od XV. věku do zrušení literátských bratrstev, I. část, XV. věk a dějiny literátských bratrstev, Praha 1893, s. 46–64. (edice prvních slok 15 Klimentových písní, Král věčný vás požehnaj - jen 2.,3. a 5. sloka. V přílohách také vícehlasá zpracování zpěvů Otče náš, milý Panea Bože Otče, sešliž nám).
- Kancionál : společný zpěvník českých a moravských diecézí. (č. 911 - Otče, náš milý Pane).
- Mešní zpěvy. Praha, 1990, s. 177, 246.
- Denní modlitba církve. Hymny. Praha 1989, s. 36n, 81, 196. (Písně Otče náš, milý Pane; Kdo se líbí Bohu; Jezu Kriste, tys zajisté - anonymně).
- Havrlant, Jaroslav. Kliment Bosák – hledání jednoho z nejstarších českých hymnografů. In Hlaváček, Petr et al. O felix Bohemia! Studie k dějinám české reformace. Praha, 2013, s.173-194 (s. 188: píseň Král věčný vás požehnaj - úplné znění).